# ضغط ذهني
الضيق العقلي أو الضيق النفسي هي أعراض وتجارب حياة الشخص الداخلية التي يُعتقد عادةً أنها مقلقة أو مربكة أو خارجة عن المألوف. يمكن أن يؤدي الضيق العقلي إلى تغيير السلوك، والتأثير على مشاعر الشخص بطريقة سلبية، والتأثير على علاقاته مع الأشخاص من حوله. بعض تجارب الحياة المؤلمة (مثل الفجيعة أو الإجهاد أو قلة النوم أو تعاطي المخدرات أو الاعتداء أو الإساءة أو الحوادث) يمكن أن تسبب ضائقة نفسية. وأولئك الأشهاص من الطبقات الضعيفة قد يتعرضون للتمييز الذي يعرضهم لخطر متزايد من التعرض للاضطراب العقلي أيضًا. قد يكون هذا أمراً يمكن علاجه دون مزيد من التدخل الطبي، على الرغم من أن الأشخاص الذين يعانون من هذه الأعراض هم أكثر عرضة للإصابة بمرض عقلي على المدى الطويل.
هذا التعريف لا يخلو من الجدل لأن بعض ممارسي الصحة العقلية يستخدمون مصطلحي "الضيق العقلي" و"الاضطراب العقلي" بالتبادل. ويفضل بعض المستفيدين من خدمات الصحة العقلية مصطلح "الضيق العقلي" (Mental distress) في وصف تجربتهم لأنهم يشعرون أنه يجسد بشكل أفضل هذا الإحساس بالطبيعة الفريدة والشخصية لتجربتهم، مع تسهيل الارتباط بها أيضًا نظرًا لأن كل شخص يعاني من ضائقة في مرات مختلفة. ويناسب المصطلح النموذج الاجتماعي للإعاقة بشكل أفضل.

## التسمية
قد يستخدم بعض الأطباء النفسيين هذين المصطلحين "الضيق العقلي" و"الاضطراب العقلي" بالتبادل. ومع ذلك، يمكن القول أن هناك اختلافات أساسية بين الاضطراب العقلي والاضطراب العقلي. "الضائقة العقلية" لها نطاق أوسع من مصطلح "المرض العقلي" ذي الصلة، والذي يشير إلى مجموعة محددة من الحالات المحددة طبياً.
قد يظهر على الشخص الذي يعاني من ضائقة عقلية بعض الأعراض الأوسع الموصوفة في الطب النفسي، دون أن يكون في الواقع "مريضًا" بالمعنى الطبي. قد تظهر على الأشخاص الذين يعانون من اضطراب عقلي أيضًا أعراضًا مؤقتة على أساس يومي، في حين أن المرضى الذين تم تشخيصهم باضطراب عقلي قد يحتاجون إلى العلاج من قبل طبيب نفسي.

## الأنواع
فيما يلي أنواع من الاضطرابات النفسية الرئيسية:
- اضطرابات القلق.
- اضطراب ما بعد الصدمة.
- اضطراب اكتئابي.
- الاضطراب ثنائي القطب.[4]
- انفصام في الشخصية.

## الأعراض
تشمل أعراض الضائقة العقلية مجموعة واسعة من الحالات الجسدية والعقلية. قد تشمل الأعراض الجسدية اضطراب النوم، وفقدان الشهية (قلة الشهية)، وغياب الدورة الشهرية عند النساء، والصداع، والألم المزمن، والإرهاق. وقد تشمل الحالات العقلية صعوبة في إدارة الغضب، والسلوك القهري / الوسواسي، وتغيير كبير في السلوك الاجتماعي، وتراجع الرغبة الجنسية، وتقلبات المزاج.
تحدث حالات الضيق العقلي البسيط بسبب الإجهاد في المشاكل اليومية، مثل نسيان مفاتيح السيارة أو التأخر عن حدث ما. ومع ذلك، يمكن أن تحدث الأنواع الرئيسية من الضائقة العقلية (انظر القسم أعلاه) بسبب عوامل مهمة أخرى.
من المهم التمييز بين الاختلالات الكيميائية في الدماغ وهي أحد الأسباب التي تحدث عندما يكون هناك اختلال في توازن المواد الكيميائية داخل المسارات العصبية للدماغ، مما قد يؤدي إلى قرارات غير عقلانية وألم عاطفي.
على سبيل المثال، عندما يفتقر دماغك إلى مادة السيروتونين، وهي مادة كيميائية أساسية في تنظيم عمل الدماغ، يمكن أن يؤدي هذا النقص في السيروتونين إلى الاكتئاب وتغيرات الشهية والعدوانية والقلق. ويمكن أن يكون السبب الثاني للاضطراب العقلي هو التعرض لتجارب مؤلمة للغاية، مثل المواقف والتجارب التي تهدد الحياة. أما السبب الثالث فيقول أنه في حالات نادرة جدًا، يمكن أن يكون الوراثة. أظهرت بعض الأبحاث أن عددًا قليلاً جدًا من الأشخاص قد يمتلكون الجينات التي قد تؤدي إلى الإصابة بالضيق العقلي. ومع ذلك، هناك العديد من العوامل التي يجب أخذها في الاعتبار. الضيق العقلي ليس مرضًا معديًا يمكن الإصابة به مثل نزلات البرد. الضيق العقلي هو حالة نفسية.

## في الولايات المتحدة الأمريكية

### الأمريكيون الأفارقة
ظلت الفوارق الاجتماعية المرتبطة بالصحة العقلية في المجتمع الأسود ثابتة بمرور الوقت. وفقًا لمكتب صحة الأقليات، يشكل السود 12.9% من سكان الولايات المتحدة، ومع ذلك فإنهم أكثر عرضة بنسبة 30% من الأمريكيين الأوروبيين للضغوط النفسية الخطيرة. علاوة على ذلك، فإن الأشخاص السود هم أكثر عرضة للإصابة باضطراب اكتئابي كبير، ويتحدثون عن حالات أعلى من الأعراض / الإعاقة الشديدة. لهذا السبب، حاول الباحثون دراسة الأسباب الاجتماعية والتفاوتات المنهجية التي تساهم في هذه التفاوتات من أجل تسليط الضوء على القضايا لمزيد من التحقيق. ومع ذلك، فإن الكثير من الأبحاث حول الصحة العقلية للسود غير قادرة على فصل العرق أو الثقافة أو الوضع الاجتماعي الاقتصادي أو العرق أو العوامل السلوكية والبيولوجية.
وفقًا لهنتر وشميدت (2010)، هناك ثلاثة معتقدات مميزة يتبناها السود والتي تتحدث عن تجربتهم الاجتماعية والثقافية في الولايات المتحدة: العنصرية، ووصمة العار المرتبطة بالمرض العقلي، وأهمية الصحة البدنية. من غير المرجح أن يبلغ الأمريكيون الأفارقة عن الاكتئاب بسبب الوصمة الاجتماعية الشديدة داخل مجتمعاتهم وثقافتهم. كل هذه الجوانب الاجتماعية للصحة العقلية يمكن أن تخلق الكثير من الضيق. لذلك، فإن التمييز داخل مجتمع الرعاية الصحية والمجتمع الأوسع، والمواقف المتعلقة بالصحة العقلية، والصحة البدنية العامة تسهم في حد كبير في الصحة العقلية للسود.
هناك أيضًا تفاوتات في الصحة العقلية عندما يتعلق الأمر بالنساء السود. أحد الأسباب التي تجعل النساء السود يميلن إلى التردد عندما يتعلق الأمر بدعم الصحة العقلية والعلاج هو الهالة عن سمات المرأة السوداء القوية وفقًا لهنتر وشميدت، تتبع العديد من العلماء أصول سمات الجنس والعرق للمرأة السوداء القويةإلى العبودية وأشاوا استمرار السمات بسبب النضالات التي لا تزال النساء الأمريكيات من أصل أفريقي تعاني منها، مثل المصاعب المالية... والعنصرية، والتمييز على أساس الجنس. يذكر هنتر وشميدت أن النساء السود، نظرًا لسمات المرأة السوداء القوية، يميلن إلى التعامل مع المواقف الصعبة والصعبة بمفردهن.

#### الشباب الأمريكيين من أصل أفريقي
بالمقارنة مع نظرائهم البالغين، يعاني المراهقون السود من تفاوتات في الصحة العقلية. تم النص على الأسباب الرئيسية لذلك على أنها التمييز، والعلاج غير المناسب، وقلة الاستفادة من خدمات الصحة العقلية، على الرغم من أن الشباب السود قد أظهروا تقديرًا لذاتهم أعلى من نظرائهم البيض. وبالمثل، غالبًا ما يواجه أطفال المهاجرين، أو الجيل الثاني من الأمريكيين، حواجز تحول دون تحقيق الصحة العقلية المثلى. ويتضح التمييز وآثاره على الصحة النفسية في قدرة المراهقين على تحقيق احترام الذات في المدرسة وبشكل عام.
الباحثون غير قادرين على تحديد الأسباب الدقيقة لقلة استخدام المراهقين السود لخدمات الصحة العقلية. عزت إحدى الدراسات ذلك إلى استخدام طرق بديلة للدعم بدلاً من العلاجات الرسمية. علاوة على ذلك، استخدم الشباب الأسود وسائل دعم أخرى، مثل الأقران والقادة الروحيين. يوضح هذا أن المراهقين السود غير مرتاحين للإفصاح عن الأمور الشخصية للمساعدة الرسمية. من الصعب فهم ما إذا كانت هذه مسألة ثقافية أو متعلقة بالشباب، لأن معظم المراهقين لا يختارون الذها إلى الدعم الرسمي لاحتياجات صحتهم العقلية. 

## وصمة العار
"وصمة العار المتعلقة بالصحة العقلية، وخاصة الوصمة الشخصية، مهمة لأن أولئك الذين يحملون معتقدات وصمة العار هم أقل استعدادًا للحصول على العلاج المطلوب. غالبًا بسبب وصمة العار، يتجنب الأفراد العلاج حتى يكاد الاضطراب أن يصبح عاجزًا. يكون هذا التجنب واضحًا بشكل خاص في أفراد مجموعات الأقليات العرقية لأنهم أقل عرضة لطلب علاج الصحة العقلية من أولئك الأمريكيين الأوروبيين. وبوضوح، فإن المهاجرين الذين يعانون من وصمة العار الشخصية ضد الأمراض العقلية هم أقل عرضة لطلب العلاج. غالبًا ما يشعر المهاجرون بالوصم لأنهم غير موثقين بالفعل مما يجعلهم يشعرون بالحرج، الأمر الذي يجعلهم يمتنعون عن العلاج.

### العوامل الديموغرافية والمجتمعية
كان هناك تاريخ من التباين والاستبعاد فيما يتعلق بمعاملة الأمريكيين السود والتي تتكون من العبودية، أو السجن في نظام العدالة الجنائية، أو عدم القدرة على التصويت، أو الزواج، أو الذهاب إلى المدرسة، أو التملك من بين عوامل أخرى. تُعزى هذه العوامل إلى زيادة الاضطراب العقلي في المجتمع الأسود وبسبب نقص الموارد المتاحة / المعروفة في المجتمع تؤدي أيضًا إلى نقص الموارد والعلاجات المتاحة لأفراد المجتمع لطلب بعض المساعدة والحصول عليها.

### مجتمع الميم
أولئك الذين يوصفون بأنهم جزء من مجتمع الميم لديهم مخاطر أكبر للتعرض للاضطراب العقلي، على الأرجح نتيجة استمرار التمييز والإيذاء. غالبًا ما يواجه أفراد هذه المجموعة تعليقات مهينة وبغيضة (جسديًا و/ أو من خلال وسائل التواصل الاجتماعي). هذا التمييز لديه القدرة على التأثير على شعورهم بالقيمة الذاتية والثقة، مما يؤدي إلى القلق والاكتئاب وحتى الانتحار. ولهذا السبب، قد يعاني أعضاء مجتمع الميم من معدلات أعلى من الضيق العقلي مقارنة بنظرائهم من الجنسين ومن جنسين مختلفين. إلى جانب زيادة خطر المعاناة من الضائقة العقلية، قد يمتنع أفراد هذا المجتمع عن السعي للحصول على رعاية الصحة العقلية بسبب التمييز السابق من قبل المهنيين الطبيين. بالإضافة إلى نقص المعرفة والبحث مع هذه الفئة من السكان، يتم تهميش هذه المجموعة بسبب نقص التمويل لأن معظم الأموال تذهب إلى حملات الشباب من مجتمع الميم.
وجدت دراسة نُشرت في عام 2021 أن "طلاب مجتمع الميم تعرضوا لمزيد من التنمر والضيق النفسي".